# 백하
백하(伯夏, 생몰년 미상)는 춘추시대 노나라의 관료로 생전 신분은 대부(大夫)였다. 본인에 관한 기록은 노의 대부였다는 것을 제외하면 전해지지 않으며, 송나라의 사마(司馬) 공보가의 현손, 목금보의 증손, 방숙의 아들이고 숙량흘의 부왕이며 공자의 조부이다.
1723년, 청나라의 옹정제가 백하를 창성왕(昌聖王)으로 추봉하였다.